# 商州
商州（しょうしゅう）は、中国にかつて存在した州。南北朝時代から民国初年にかけて、現在の陝西省商洛市一帯に設置された。

## 魏晋南北朝時代
487年（太和11年）、北魏により設置された洛州を前身とする。洛州は上洛城に州治を置き、上洛郡・上庸郡・魏興郡・始平郡・萇和郡の5郡を管轄した。
北周のとき、洛州は商州と改称された。

## 隋代
隋代が成立すると当初は4郡5県を管轄した。605年（大業元年）に上州上津県が移管された。607年（大業3年）、郡制施行に伴い上洛郡と改称され、下部に5県を管轄した。隋代の行政区分に関しては下表を参照。
| 隋代の行政区画変遷 | 隋代の行政区画変遷 | 隋代の行政区画変遷 | 隋代の行政区画変遷 | 隋代の行政区画変遷 | 隋代の行政区画変遷 | 隋代の行政区画変遷 | 隋代の行政区画変遷                 | 隋代の行政区画変遷 |
| 区分               | 開皇元年           | 開皇元年           | 開皇元年           | 開皇元年           | 開皇元年           | 区分               | 大業3年                            |                    |
| ------------------ | ------------------ | ------------------ | ------------------ | ------------------ | ------------------ | ------------------ | ---------------------------------- | ------------------ |
| 州                 | 商州               | 商州               | 商州               | 商州               | 上州               | 郡                 | 上洛郡                             |                    |
| 郡                 | 上洛郡             | 上庸郡             | 拒陽郡             | 魏興郡             | 上津郡             | 県                 | 上洛県 豊陽県 商洛県 洛南県 上津県 |                    |
| 県                 | 上洛県             | 豊陽県 商洛県      | 拒陽県             | 南陽県             | 上津県             | 県                 | 上洛県 豊陽県 商洛県 洛南県 上津県 |                    |

## 唐代
618年（武徳元年）、唐により上洛郡は商州と改められた。742年（天宝元年）、商州は上洛郡と改称された。758年（乾元元年）、上洛郡は商州の称にもどされた。商州は山南西道に属し、上洛・豊陽・乾元・商洛・洛南・上津の6県を管轄した。

## 宋代
北宋のとき、商州は永興軍路に属し、上洛・豊陽・商洛・洛南・上津の5県を管轄した。
金のとき、商州は京兆府路に属し、上洛・洛南の2県と商洛・豊陽の2鎮を管轄した。

## 元代
元のとき、商州は奉元路に属し、洛南県1県を管轄した。

## 明代以降
明のとき、商州は西安府に属し、商南・雒南・山陽・鎮安の4県を管轄した。
1725年（雍正3年）、清により商州は直隷州に昇格した。商州直隷州は陝西省に属し、鎮安・雒南・山陽・商南の4県を管轄した。
1912年、中華民国により商州直隷州は廃止され、商県・洛南県・柞水県が置かれた。